# Northrop F-5
Il Northrop F-5 è un aereo da caccia leggero monoposto, bimotore a getto e monoplano ad ala bassa, sviluppato dall'azienda aeronautica statunitense Northrop Corporation nei tardi anni cinquanta.
La prima versione di serie, l'F-5A, entrata in servizio negli anni sessanta venne designata 'Freedom Fighter' (letteralmente combattente della libertà in inglese), mentre la sua versione migliorata F-5E venne ribattezzata 'Tiger II'. Negli anni ottanta venne sviluppata un'ulteriore versione dell'F-5, l'F-5G o F-20 Tigershark, che tuttavia non trovando acquirenti rimase allo stadio di prototipo.

## Storia del progetto
Negli anni cinquanta la Northrop, dopo un'attenta indagine di mercato, si rese conto delle necessità che avevano molti paesi minori della NATO e di altre nazioni amiche di dotarsi di un nuovo caccia multiruolo semplice ed economico. Da questi risultati nacque il progetto N-156. La versione biposto N-156T venne scelta come nuovo velivolo da addestramento dell'USAF: entrò in servizio nel 1961 col nome di T-38 Talon, primo aereo addestratore supersonico della storia. Il monoposto N-156F fu scelto nel 1962 per il Military Assistance Program (MAP) col nome di F-5A Freedom Fighter come aereo da combattimento da fornire agli alleati.

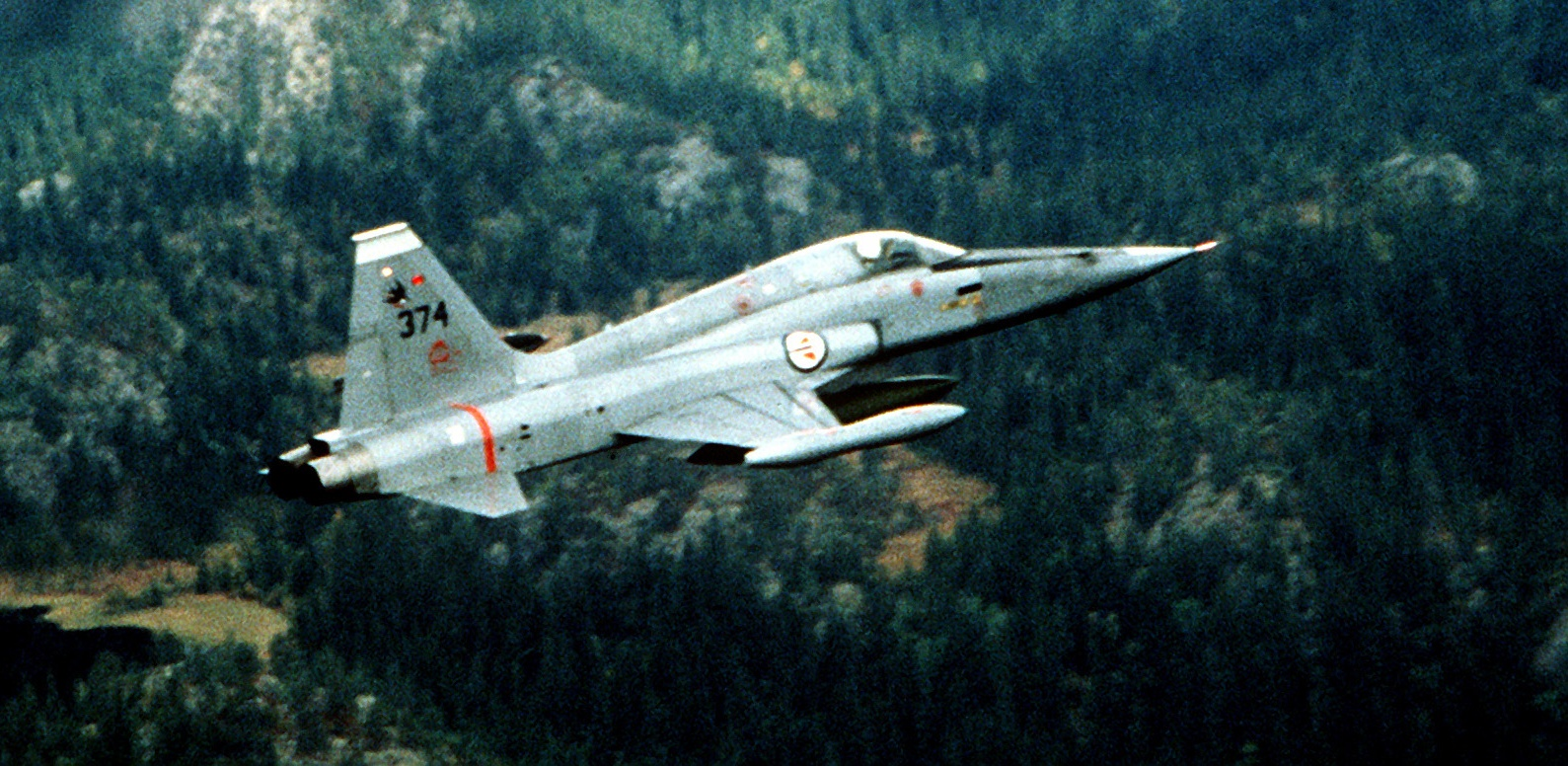
Un F-5A (G) norvegese

### F-5A Freedom Fighter
L'F-5 si presenta come un aereo di piccole dimensioni, caratterizzato da un'aerodinamica semplice, ma efficace. La sottile fusoliera ha un ventre piatto e dei caratteristici prolungamenti del bordo d'attacco delle radici alari. Essi corrono a fianco di ognuna delle 2 piccole prese d'aria a geometria fissa che alimentano i turboreattori General Electric J85-GE-13, posti in posizione ravvicinata per diminuire il rischio di problemi di stabilità in caso di rottura di uno dei 2 motori. Alle estremità alari possono essere montati 2 missili AIM-9 o 2 serbatoi ausiliari. Per diminuire gli spazi di atterraggio in condizioni di scarsa aderenza, l'F-5 è dotato di un parafreno posto al di sopra degli ugelli di scarico dei motori. Il pilota gode di una buona visibilità, anche se non comparabile a quella di un caccia con tettuccio a goccia come ad esempio l'F-16. L'abitacolo, essendo stato progettato negli anni '50, non dispone di moderni schermi multifunzione o di un HUD.
Nell'ottobre 1965, una dozzina di Freedom Figther furono schierati sulla base di Biên Hòa, nel Vietnam meridionale. Questa operazione, denominata "Sukoshi Tiger" (piccola tigre in giapponese) aveva l'obiettivo di valutare l'F-5 in combattimento. I caccia furono impiegati in missioni di appoggio tattico e ricognizione armata. In 3500 missioni e 4000 ore di volo, furono persi solo due F-5 a causa della contraerea nemica, segno delle ottime qualità di questo aereo. Si dimostrò inoltre un bombardiere preciso.
Sviluppato primariamente per l'attacco al suolo, l'F-5A ha solo limitate capacità aria-aria, potendo portare solo due AIM-9 Sidewinder. Il velivolo della Northrop ha raggiunto un gran successo di vendita: fu prodotto in circa 1100 esemplari, 320 dei quali su licenza dalla Canadair e dalla spagnola CASA. I caccia prodotti all'estero spesso presentano migliorie studiate dalle detentrici della licenza di produzione.

### F-5E Tiger II
La Northrop studiò approfonditamente i risultati dell'operazione Sukoshi Tiger e si mise al lavoro su un'evoluzione dell'F-5A. I progettisti cercarono di risolvere le manchevolezze del Freedom Fighter messe in luce dall'esperienza vietnamita, su tutte la scarsa autonomia ed il ridotto carico bellico trasportabile. Nacque così l'F-5E, denominato Tiger II. Il Tiger venne dotato di nuovi propulsori J85-GE-21, che forniscono il 22% di spinta in più rispetto ai J85-GE-13: l'installazione del nuovo apparato propulsivo ha richiesto l'allargamento della fusoliera, che è stata pure allungata per aumentare l'autonomia. Per migliorare la manovrabilità, è stata affinata l'aerodinamica aumentando la superficie alare ed installando degli ipersostentatori di manovra, già presenti sugli NF-5 prodotti dalla Canadair per i Paesi Bassi. L'avionica è stata molto migliorata, con l'adozione di un radar Emerson AN/APQ-153 capace di una portata massima di circa 30 km. Negli esemplari di più avanzata produzione esso è stato sostituito dall'AN/APQ-159, dotato di portata doppia. Nonostante tutte queste modifiche l'F-5E utilizza il 75% delle componenti del suo predecessore. Al contrario del Freedom Fighter, il Tiger ha come missione primaria il combattimento aria-aria, mantenendo comunque estese capacità di attacco al suolo.
L'aereo trovò l'interesse del programma International Fighter Competition del Governo statunitense (precedentemente Advanced International Fighter) tenuto dall'USAF. Per essere selezionato l'F-5E dovette affrontare altri caccia americani quali il Vought F-8 Crusader, il Lockheed F-104 Starfighter modificato ed anche una versione semplificata dell'F-4 Phantom. L'F-5E vinse ufficialmente la competizione nel novembre del 1970.
Il Tiger ha bissato il successo dell'F-5A, venendo prodotto in più di 1500 esemplari, numerosi dei quali costruiti su licenza in Svizzera, Corea del Sud e Taiwan. Ancora oggi viene utilizzato in gran numero ed aggiornato con le tecnologie più moderne dall'azienda madre e da altre compagnie, come ad esempio la israeliana Elbit.

### F-20 Tigershark

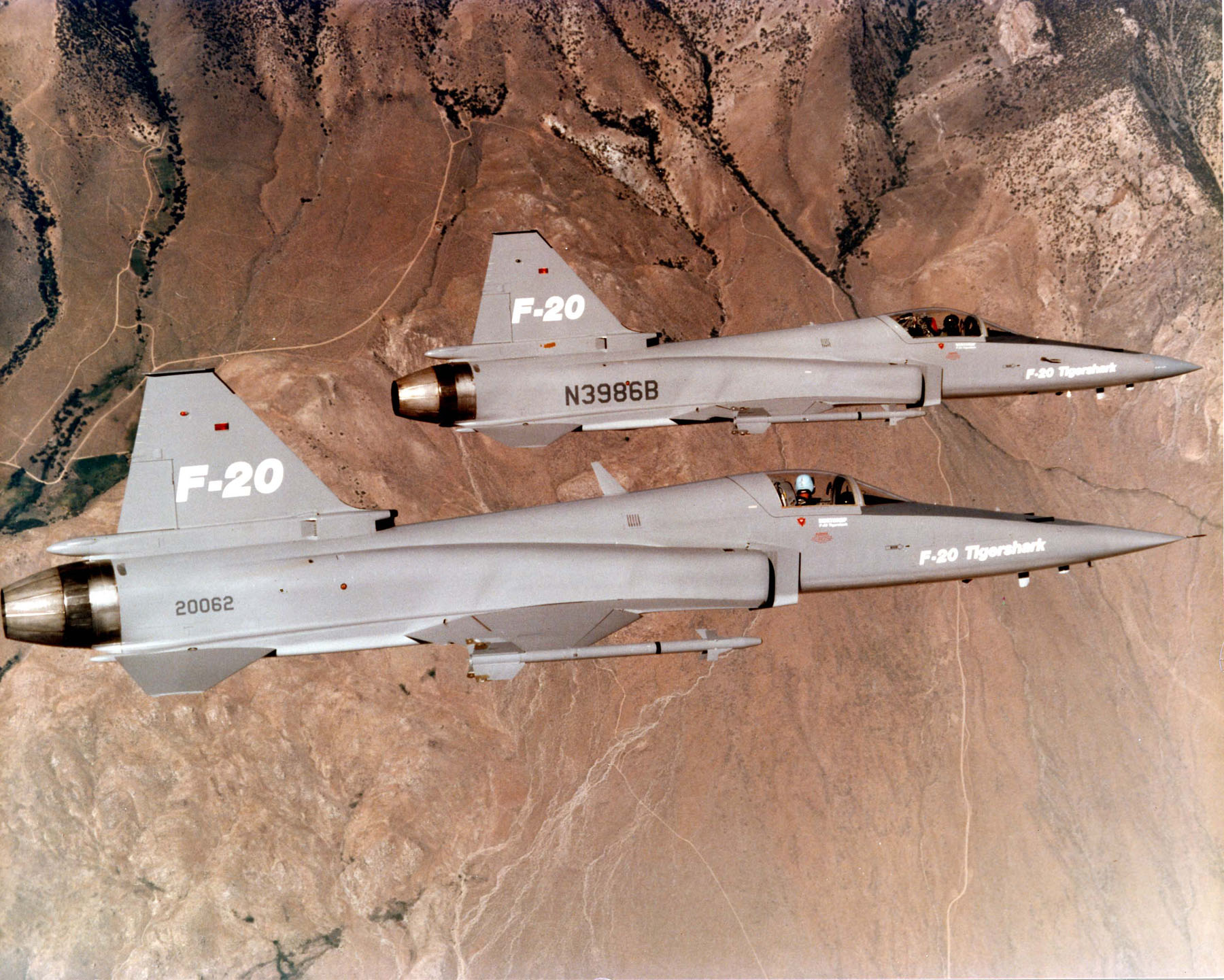
Due prototipi dell'F-20 in volo

L'ultima evoluzione del caccia è stata l'F-5G o F-20 Tigershark (Squalo tigre). Il progetto, finanziato privatamente dalla Northrop ed iniziato nel 1975, aveva come obiettivo l'ulteriore miglioramento dell'F-5 utilizzando le più moderne tecnologie pur mantenendo le doti di semplicità ed affidabilità del modello precedente. L'impianto propulsivo dell'F-20 era costituito da un General Electric F404-GE-100 da 7433 kg/s di spinta. Il nuovo propulsore ed un'aerodinamica migliorata permettevano all'F-20 una velocità massima di Mach 2.1, una quota massima di 16.700 m ed un'autonomia massima di 2960 km. Il nuovo radar era un multifunzione General Electric AN/APG-67 capace di una portata massima di circa 150 km. L'abitacolo era ora finalmente dotato di schermi a cristalli liquidi e di un HUD avanzato.
Il primo prototipo effettuò il primo volo nell'agosto 1982. L'F-20, pensato soprattutto per il mercato estero, ebbe come concorrente diretto l'F-16 Fighting Falcon: anche se praticamente equivalente alle prime versioni dell'aereo della General Dynamics, il caccia della Northrop non ebbe successo. La decisione del presidente Reagan di non ordinare nessun esemplare di F-20 e di attenuare le restrizioni sulla vendita dell'F-16 all'estero ed il poco interesse mostrato dai clienti stranieri portarono alla morte del Tigershark, il cui progetto, costato alla Northrop 1,2 miliardi di dollari, fu definitivamente cancellato nel 1986.

## Tecnica

### Armamento

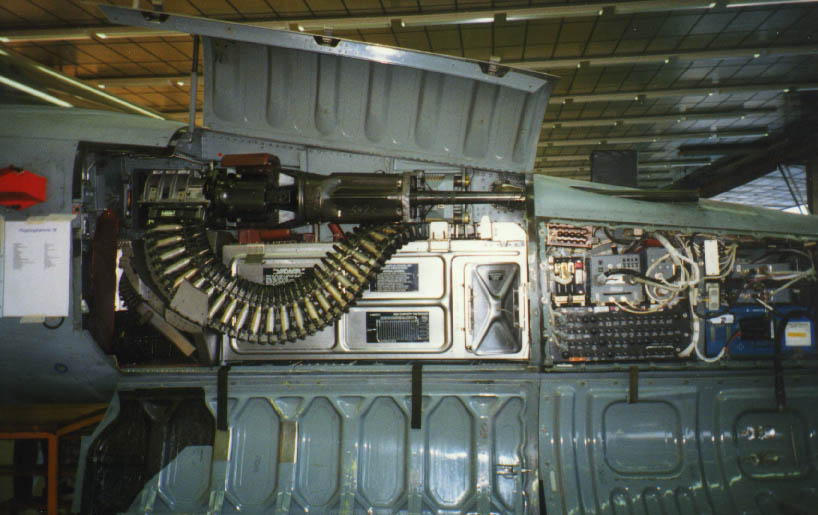
Il cannone destro di un F-5E. Le versioni da caccia dell'F-5 dispongono di due cannoni da 20 mm sul muso

Tutte le versioni del Northrop F-5 hanno come armamento di base un paio di cannoni Pontiac M39 da 20 mm, posizionati sul muso in posizione centrale davanti all'abitacolo. Questo accorgimento aumenta la precisione dell'arma, già migliorata dal collimatore elettrico a disposizione del pilota.
Da buon velivolo multiruolo, l'F-5A dispone di ampio arsenale, anche se la sua capacità di carico bellico non è molto elevata. Per l'attacco al suolo, esso può portare due bombe non guidate Mk82 da 227 kg oppure due Mk84 da 907 kg. Può inoltre essere armato di bombe a grappolo di diversi tipi (CBU-24,49,52,58) di razzi e di bombe al napalm da 340 kg. Per le missioni aria-aria può portare una coppia di missili a corto raggio AIM-9 Sidewinder a guida infrarossa.
L'F-5E, anche se dotato di un'avionica migliorata per il combattimento aria-aria, non è compatibile per l'uso di missili di medio raggio a guida radar quali l'AIM-7 Sparrow e l'AIM-120 AMRAAM. Solo alcuni Tiger che sono stati soggetti ad aggiornamento da altre aziende hanno acquisito questa capacità. Il caccia della Northrop, se non profondamente modificato, può solo utilizzare i Sidewinder.
Diversi paesi hanno dotato i loro F-5 del missile aria-terra AGM-65 Maverick, ideale per colpire mezzi corazzati, strutture ed imbarcazioni nemiche.
L'F-5 può inoltre portare pod ECM per l'autodifesa.

## Impiego operativo

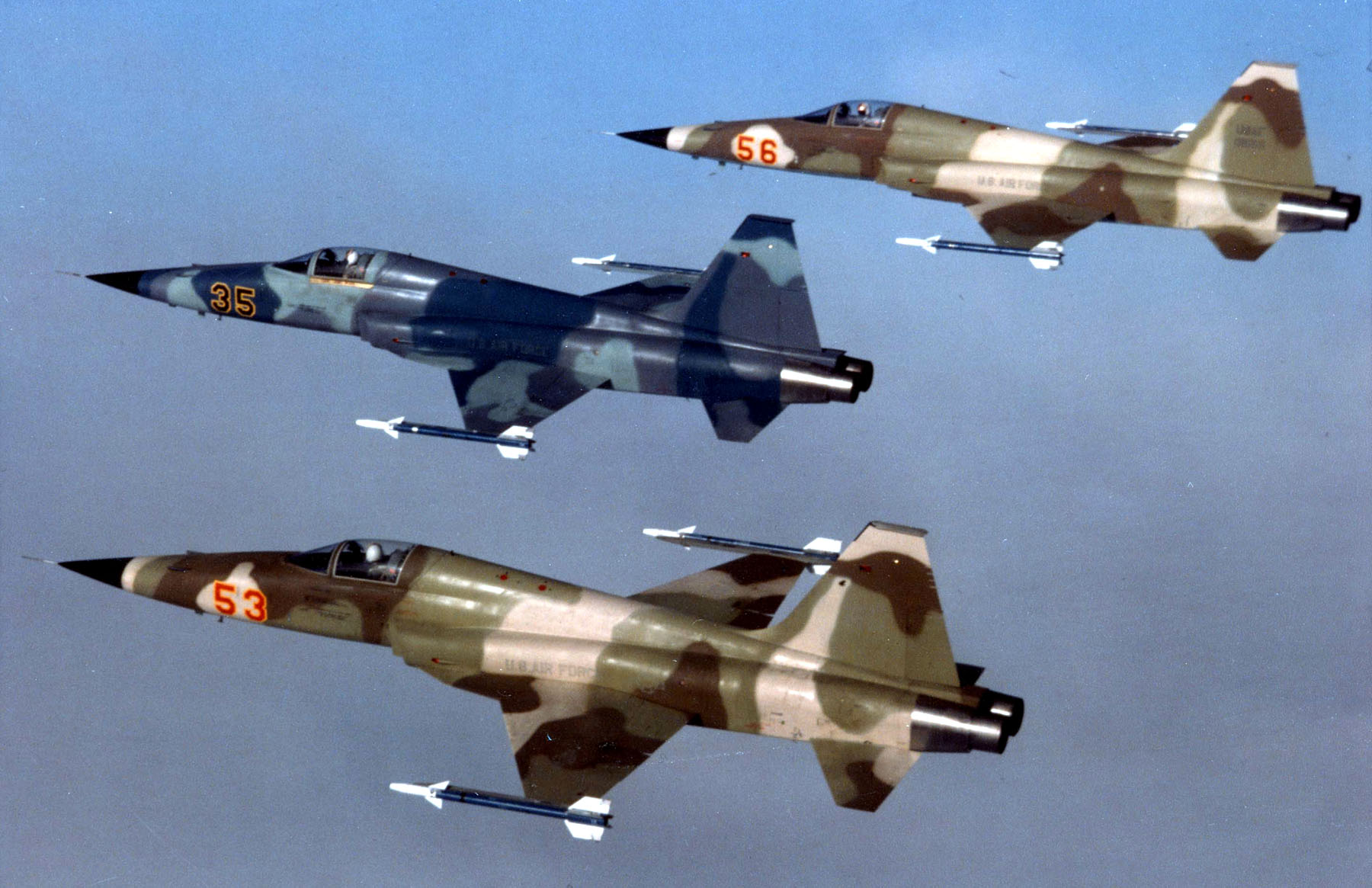
Tre F-5E dell'USAF dipinti per simulare i caccia sovietici durante gli addestramenti.

Dopo l'esperienza del Vietnam, gli Stati Uniti non hanno più utilizzato l'F-5 in combattimento. L'USAF, l'US Navy ed i Marines hanno acquistato degli F-5E ed F per utilizzarli in missioni DACT (Dissimilar Air Combat Training, addestramento al combattimento aereo con aerei non omogenei). I Tiger erano e sono utilizzati come "aggressors", cioè con il compito di simulare nelle esercitazioni i caccia sovietici leggeri e maneggevoli quali i MiG-17, i MiG-19 ed i MiG-21; con qualche limitazione potevano rappresentare anche i MiG-23. Per queste esercitazioni i Tiger vengono dipinti con livree molto simili a quelle usate dalle potenziali forze aeree nemiche: diffuse sono le colorazioni desertiche, simili a quelli in uso in Iran o Libia, altri aerei invece sono dipinti in diverse tonalità di verde e marrone, o in grigio, altri ancora presentano delle livree in diverse tonalità di blu che ricordano quelle dei Sukhoi Su-27. Attualmente solo un reparto dell'US Navy ha ancora in servizio questi aerei, il VFC-13 di stanza a Fallon, in Nevada. Il reparto VMFT-401 dei Marines basato a Yuma utilizza anche degli F-5E (aggiornati allo stadio N) acquistati dalla Svizzera. Nell'USAF sono stati sostituiti dagli F-16.
L'F-5 è stato apprezzato in tutto il mondo per essere economico, semplice ed affidabile. Molte aviazioni di paesi in via di sviluppo l'hanno usato in combattimento. È uno dei pochi aerei che è stato protagonista di un "mercato nero": parti di ricambio o interi apparecchi sono passati da una mano all'altra non ufficialmente, e spesso è stato pilotato da mercenari.
Gli apparecchi consegnati al Vietnam del Sud durante la guerra sono in parte finiti nelle mani del Vietnam del Nord ed in parte sono stati portati in Corea del Sud da piloti sudvietnamiti. Gli F-5 nordvietnamiti sono stati impiegati per attaccare le postazioni dei Khmer rossi in Cambogia.
Gli F-5E iraniani hanno combattuto nella guerra con l'Iraq, ma hanno visto un utilizzo via via sempre più limitato vista la grande difficoltà per l'Iran di mantenere in servizio gli aerei senza le forniture di ricambi da parte americana.
Alcuni F-5A marocchini hanno partecipato nel 1972 al colpo di Stato dei militari, attaccando la residenza reale e danneggiando l'aereo su cui stava volando il re Hassan II, costringendolo ad un atterraggio di emergenza. Sempre negli anni settanta hanno combattuto nel Sahara Occidentale, subendo diverse perdite a causa dei SAM portatili nemici.
Le forze aeree etiopi hanno utilizzato i loro F-5 nelle numerose guerre con i paesi confinanti (Yemen e Somalia), riportando alcune perdite.

### Austria
L'Österreichische Luftstreitkräfte operò con dodici F-5E forniti in leasing dalla Svizzera come soluzione temporanea per colmare il vuoto lasciato dai Saab Draken ritirati dal servizio, fino all'arrivo dei nuovi Eurofighter Typhoon. I primi quattro Tiger arrivarono il sette luglio 2004 alla base di Graz-Thalerof e vennero assegnati al 2° Staffel che passò i suoi Draken al 1° Staffel di Zeltweg. Il 2° Staffel iniziò il servizio d'allarme coi Tiger nella primavera del 2005. In seguito anche il 1° Staffel venne riequipaggiato coi Tiger, gli ultimi Draken vennero radiati a fine 2005. Gli ultimi Tiger vennero restituiti il 30 giugno 2008.

## Varianti

### Northrop

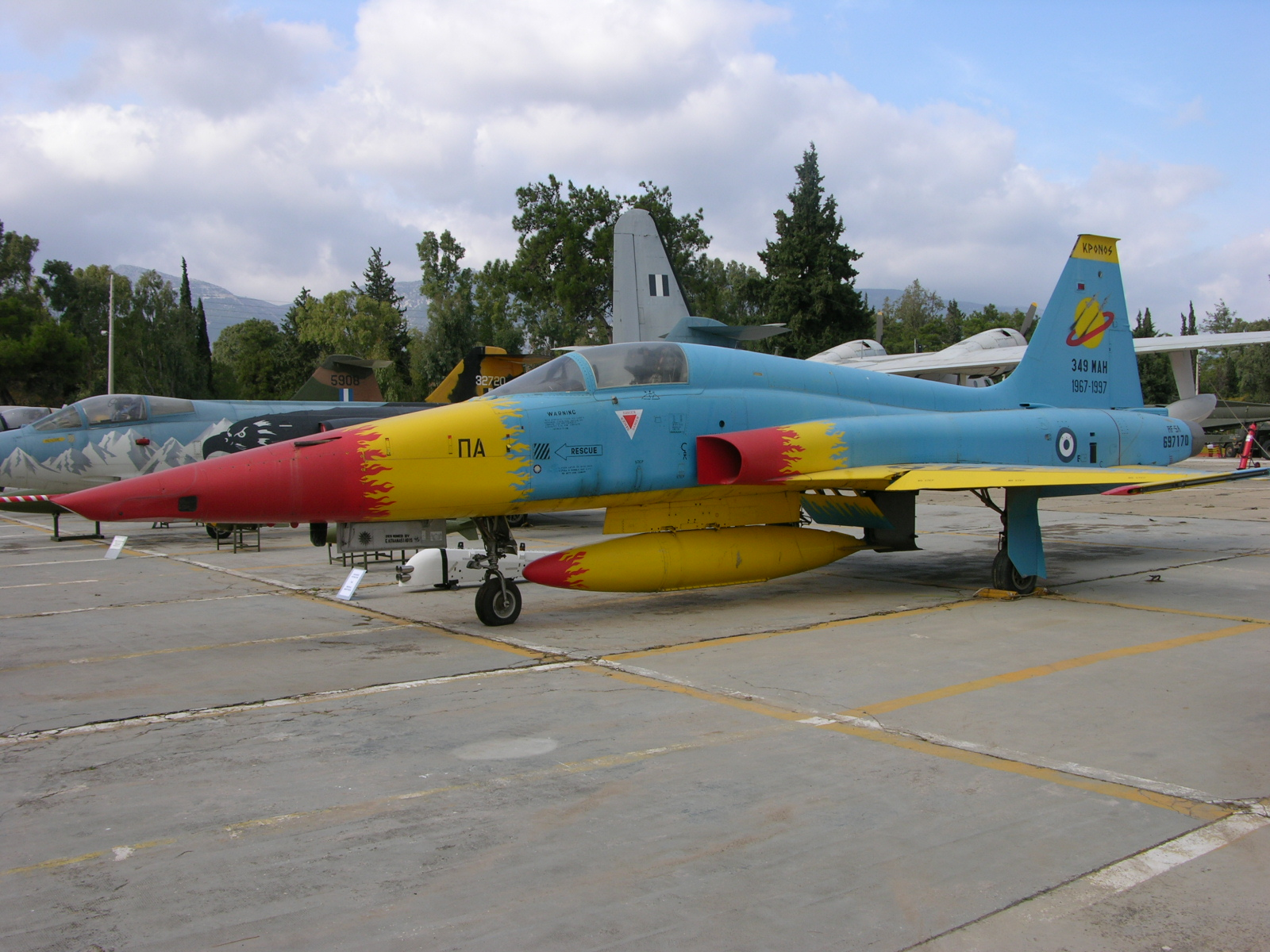
Un RF-5A

- N-156F: prototipo di caccia leggero monoposto, evolutosi nell'F-5A
- F-5A Freedom Fighter:prima versione monoposto di serie
- F-5B: biposto da addestramento; priva dei cannoni, mantiene piena capacità operativa
- RF-5A: versione da ricognizione dell'F-5A, monta quattro macchine fotografiche KS-92 nel muso, mantiene parziali capacità operative
- F-5A (G)/RF-5A (G): versione dell'F-5A sviluppata per l'aeronautica norvegese
- F-5E Tiger II: caccia leggero multiruolo monoposto; rispetto al F-5A originale, l'F-5E ha motori più potenti, carrello d'atterraggio modificato, punti d'attacco alle estremità delle ali per i missili all'infrarosso AIM-9 e sistemi di volo ed elettronici più avanzati.
- F-5F: biposto da addestramento; armato di un solo canone M39, mantiene totale capacità operativa
- RF-5E Tigereye: caccia ricognitore monoposto che monta 4 telecamere KS-81 21 A da 70 mm in una sezione del muso modificata
- F-5N: denominazione data ad un contingente di F-5E svizzeri acquistati dall'US Navy per sostituire la sua flotta di F-5E

### Varianti prodotte su licenza

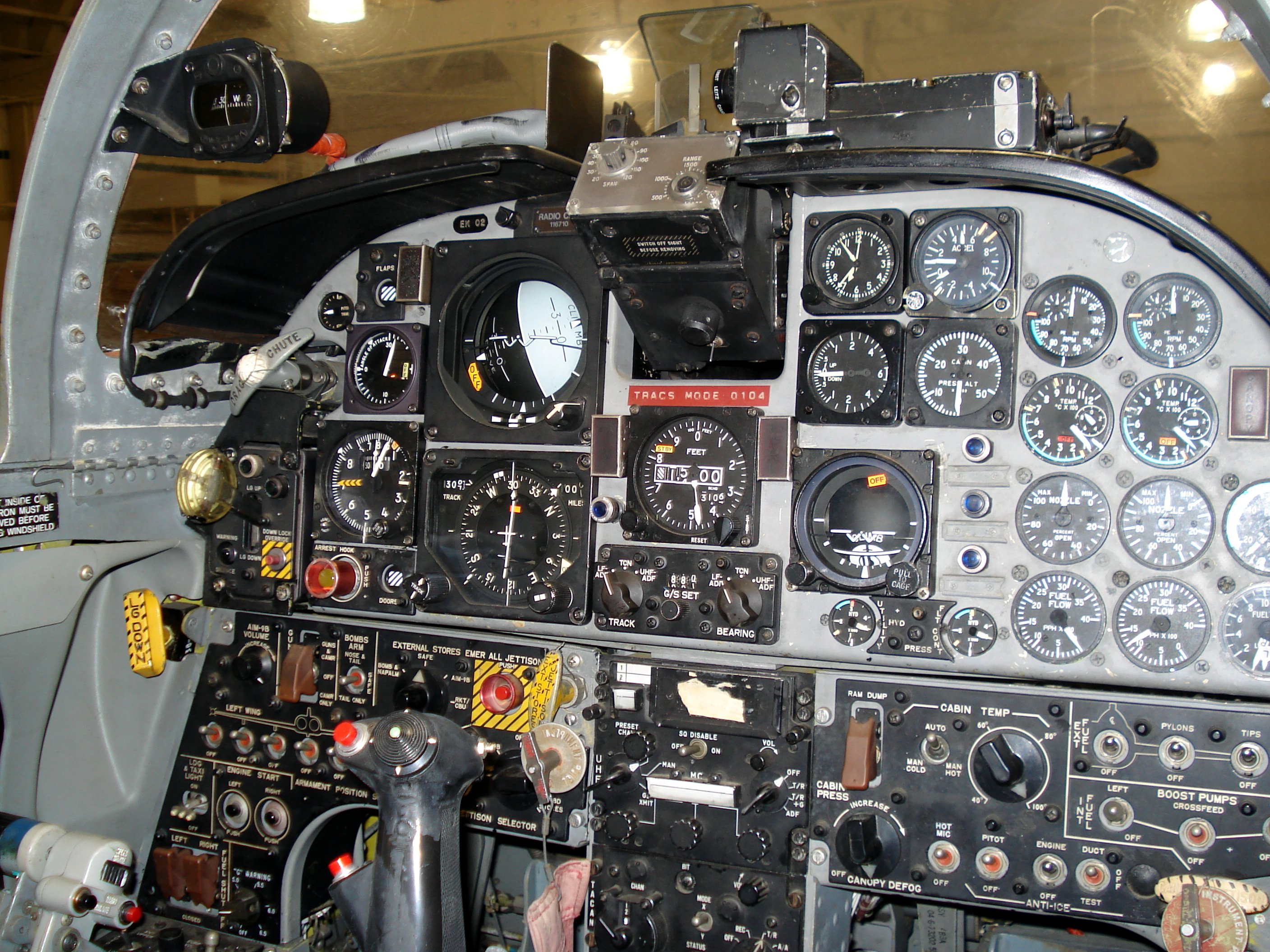
L'abitacolo di un CF-5. Il pilota non dispone di un Head-Up Display ma di un semplice collimatore.

- CF-5A: versione dell'F-5A prodotta dalla Canadair con motori Orenda J85-CAN-15 e carrello modificato. La denominazione ufficiale canadese per questo aereo è CF-116A
- CF-5D: versione dell'F-5B prodotta dalla Canadair, ufficialmente denominata CF-116D
- NF-5A: versione dell'F-5A prodotta dalla Canadair per i Paesi Bassi, è dotata di carrello modificato, ipersostentatori di manovra e di un radar doppler di navigazione
- NF-5B: variante biposto da addestramento dell'NF-5A
- SF-5A: F-5A prodotti dall'azienda spagnola CASA
- SF-5B: F-5B prodotti dalla CASA
- VF-5A: CF-5A per il Venezuela
- VF-5D: CF-5B per il Venezuela
- SRF-5A: RF-5A prodotti dalla CASA

### Derivati
- Northrop F-20 Tigershark (F-5G): versione più avanzata dell'F-5E con motore General Electric F404 e con radar modificato AN/APG-67; fu offerto sul mercato verso la metà degli anni ottanta, ma il programma venne cancellato dopo la costruzione di 3 prototipi.
- HESA Azarakhsh: l'Azarakhsh è un caccia iraniano, basato sull'F-5E. Si ritiene che molti suoi componenti siano frutto di studi di reverse engineering su altri aerei americani presenti nell'arsenale iraniano, quali l'F-4 e l'F-14.
- HESA Saeqeh: evoluzione del precedente Azarakhsh, ha effettuato il suo primo volo nel 2004.

### Aggiornamenti

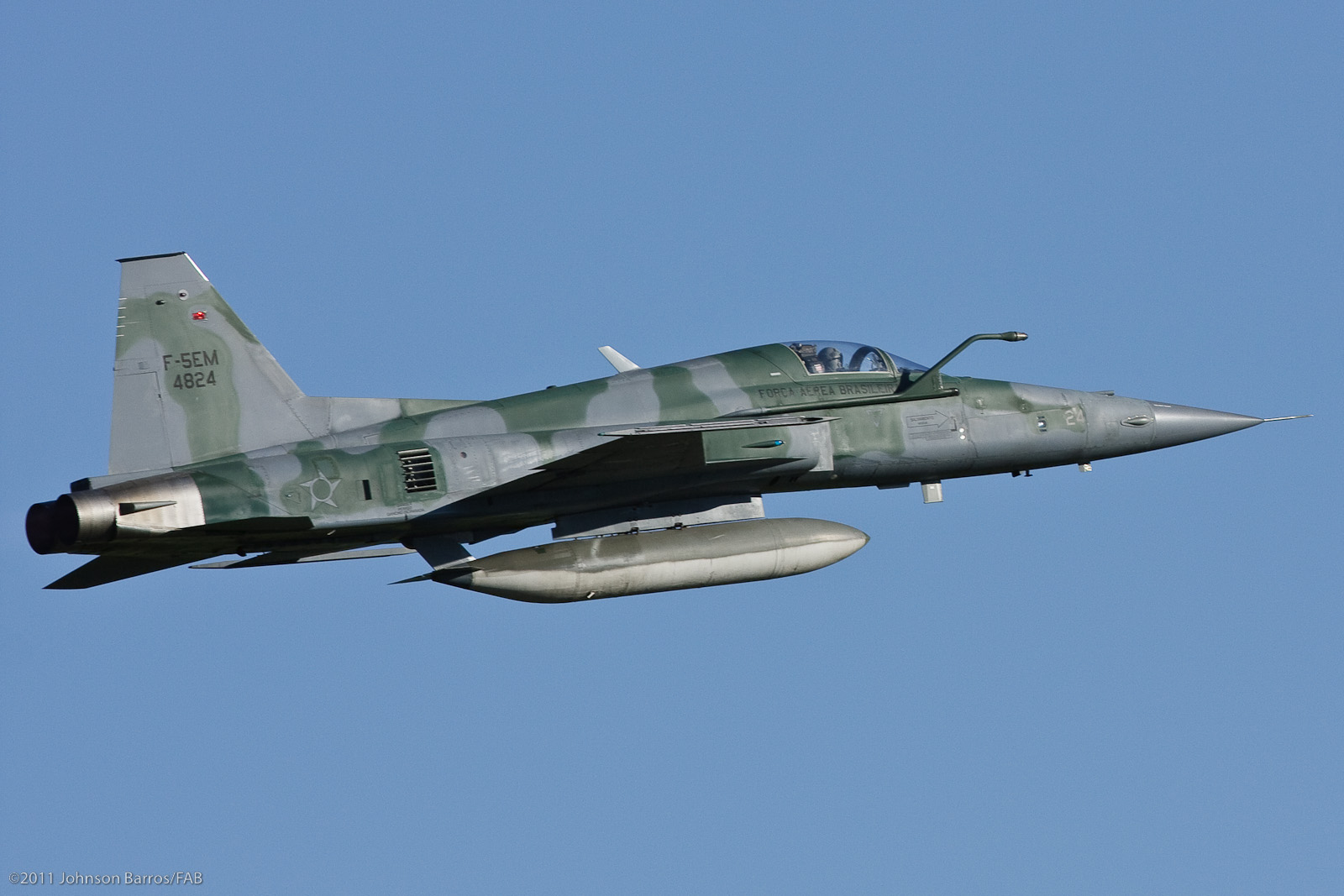
Un F-5EM

L'F-5E è un velivolo da combattimento longevo, e molti dei suoi utilizzatori l'hanno aggiornato negli anni per tenerlo al passo del progresso tecnologico.
- F-5E Plus: programma di ammodernamento dei caccia cileni, caratterizzato dall'installazione di un nuovo radar israeliano Elta M-2032, da un moderno abitacolo e dalla possibilità di essere armati con i missili a corto raggio Python.
- F-5EM: aggiornamento dei Tiger II brasiliani, comprendente l'installazione di un nuovo radar, l'italiano FIAR Grifo, moderna strumentazione per l'abitacolo e la possibilità di utilizzare i missili israeliani Derby e Python V
- F-5ES: progetto di estesa modifica degli F-5E di Singapore attuato dalla Singapore Technologies Aerospace (STAero); i caccia sono stati dotati di un radar Grifo-F, di un abitacolo con display multifunzione e della compatibilità con i missili AIM-120 AMRAAM e Python. Gli RF-5E aggiornati sono stati ribattezzati RF-5S
- F-5ET Tigres: upgrade degli F-5E tailandesi commissionato alla israeliana Elbit nel 2003. L'aggiornamento consiste in una revisione approfondita di cellule e motori, nuovi sistemi di navigazione e comunicazione, un nuovo calcolatore di missione e la compatibilità con i missili Python-4.

## Utilizzatori

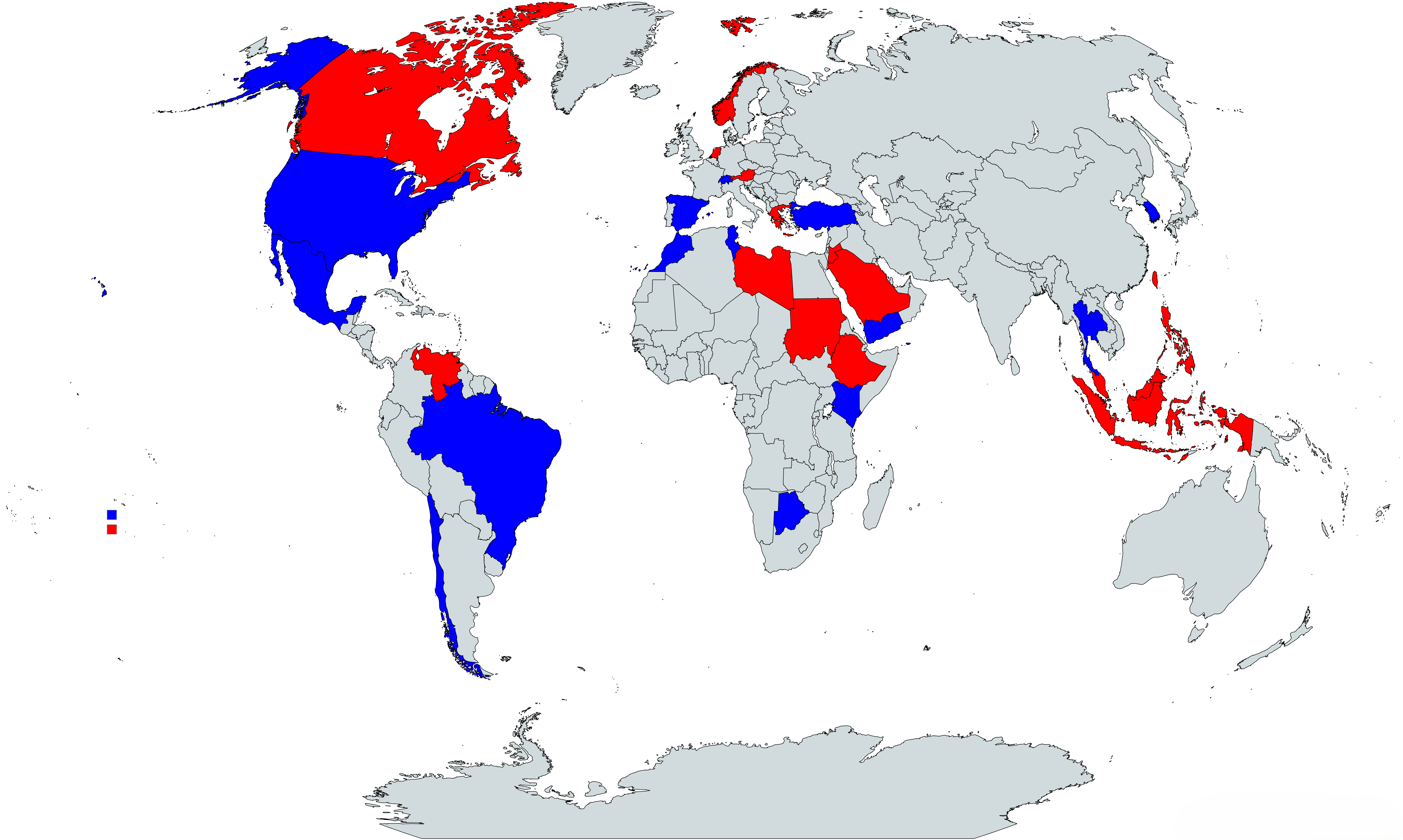
I paesi utilizzatori dell'F-5, in rosso quelli passati.

### Civili
Stati Uniti
- Tactical Air Support

Si tratta di 21 F-5E/F ex Royal Jordanian Air Force, e di 5 CF-5D ex Canadian Forces Air Command. Molti dei 21 F-5E/F ex giordani sono stati aggiornati alla variante F-5AT (Advanced Tiger). Questo aggiornamento include una cabina di pilotaggio dotata di un nuovo grande display multifunzione digitale Garmin G3000, nuovi sistemi di comunicazione, navigazione, sorveglianza, e comandi HOTAS.

### Militari
Arabia Saudita
- Al-Quwwat al-Jawwiyya al-Sa'udiyya

Tutti radiati
 Austria
- Österreichische Luftstreitkräfte

12 F-5E noleggiati nel 2004 dall'Aeronautica svizzera, ed in servizio dal 9 luglio dello stesso anno fino al 31 ottobre 2008, anno in cui sono stati riconsegnati.
 Bahrein
- Royal Bahraini Air Force
  - 60º Gruppo Caccia (Shaikh Isa)

8 F-5E e 4 F-5F in servizio a partire dal 1985.
 Botswana
- Botswana Defence Force Air Wing
  - 228º Gruppo (Thebephatshwa/Molepolole)

10 BF-5A e 3 BF-5D di costruzione canadese consegnati, e tutti in servizio a fine 2019.
 Brasile
- Força Aérea Brasileira
  - 1° Grupo de Defesa Aérea/Esquadrão "Jaguar" (Anápolis)
  - 1° Grupo de Aviação/Esquadrão "Jambock" (Santa Cruz)
  - 1° Grupo de Aviação/Esquadrão "Rompe Mato" (Santa Cruz)
  - 4° Grupo de Aviação/Esquadrão "Pacau" (Ponte Pelada)
  - 14° Grupo de Aviação/Esquadrão "Pampa" (Canoas)

36 F-5E Tiger e 6 F-5B Freedom Fighter consegnati nel 1975-1976. Altri 25 F-5E ex USAF furono acquistati per rimpolpare la prima linea, mentre 4 biposto sostituirono i superstiti F-5B che furono ritirati. Un programma di aggiornamento avviato nel 2000 da Embraer, in collaborazione con la società israeliana Elbit, ha portato 46 caccia allo standard F-5EM/FM, con nuova avionica ed armamenti. Ulteriori 11 aerei (8 F-5E e 3 F-5F) sono stati acquistati di seconda mano dalla Royal Jordanian Air Force nel 2009, e dovevano essere portati allo stesso standard dei primi entro il 2013. Il programma, però, è stato cancellato e solo i 3 biposto F-5F ex giordani sono stati aggiornati.. A fine 2019 risultano in servizio 43 F-5E/M e 5 F-5F/M.
 Canada
- Royal Canadian Air Force

16 CF-5A e 2 CF-5D furono ceduti alla Fuerza Aérea Venezolana nel 1972 e consegnati tra l'11 febbraio e l'11 giugno dello stesso anno.
 Cile
- Fuerza Aérea de Chile
  - Grupo de Aviación Nº12 (Punta Arenas)

Dei 18 aerei (15 monoposto e 2 biposto) consegnati nel 1976, 14 sono stati aggiornati dalla IAI Israeliana allo standard F-5E Tiger III. Questo programma di aggiornamento comportava l'installazione di un radar multifunzione ad Impulsi Doppler Elta EL/M-2032B, nuovo HUD, comandi HOTAS, INS/GPS, nuova suite per guerra elettronica comprendente RWR ed ECM, e nuove armi come i missili aria-aria Rafael Shafrir o Python III. Il montaggio del nuovo radar impose la soppressione di uno dei due cannoni M39. A fine 2019 risultano in servizio 9 F-5E e 2 F-5F.
 Corea del Sud
- Daehan Minguk Gonggun
  - 101º Gruppo Caccia (Suwon)
  - 105º Gruppo Caccia (Gangneung)
  - 112º Gruppo Caccia (Gangneung)
  - 201º Gruppo Caccia (Suwon)
  - 226º Gruppo Caccia (Gwangju)

A fine 2019 sono in servizio 157 F-5E e 36 F-5F
 Etiopia
- Ye Ithopya Ayer Hayl
  - 4º Gruppo (Harar Meda)

Oltre ai caccia acquistati dagli USA, la forza aerea etiope dispone di alcuni esemplari ceduti da Vietnam ed Iran.
 Filippine
- Hukbong Himpapawid ng Pilipinas

23 F-5A/B acquistati nel 1965, messi a terra nel 2001 e definitivamente ritirati dal servizio il 2 ottobre 2005.
 Giordania
- Al-Quwwat al-Jawwiyya al-malikiyya al-Urdunniyya

Tutti radiati.
 Grecia
- Ellenikì Polemikì Aeroporia

Tutti radiati.
 Honduras
- Fuerza Aérea Hondureña
  - Base Aerea Héctor Caraccioli Moncada (La Ceiba)

10 F-5E e 2 F-5F ordinati nel 1987. All'aprile 2023, i quattro esemplari ancora in organico risultano essere stati aggiornati e rientrati in servizio.
 Indonesia
- Tentara Nasional Indonesia Angkatan Udara

8 F-5E e 4 F-5F furono acquisiti nel 1980. Un ordine successivo per 4 F-5E fu posto nell'agosto del 1978. 9 tra F-5E ed F-5F in servizio al dicembre 2018.. Immagazzinati in attesa di radiazione.
 Iran
- Niru-ye Havayi-ye Shahanshahiy-e Iran

 Iran
- Niru-ye Havayi-ye Artesh-e Jomhuri-ye Eslami-e Iran
  - 21º Gruppo Caccia (Tabriz)
  - 23º Gruppo Caccia (Tabriz)
  - 41º Gruppo Caccia (Vahdati)
  - 43º Gruppo Caccia (Vahdati)
  - 85º Gruppo Caccia (Esfahãn)
  - 141º Gruppo Caccia (Mashhad)

Dei 141 F-5E e 28 F-5F acquistati ai tempi dello Scià. A fine 2019 restano in servizio 10 F-5E e 12 F-5F, alcuni dei quali sono stati ricostruiti allo standard Azarakhsh e Saeqeh, quest'ultima versione presenta una doppia deriva in coda in stile F/A-18.
 Kenya
- Kenya Air Force
  - Gruppo Caccia "Laikipia" (Nanyuki)

10 F-5E e 2 F-5F consegnati in ambito del programma Peace Drum nel 1978-1979, seguiti nel 1982 da altri 2 F-5F. Questa flotta si è ridotta a soli 8 velivoli (dopo che 6 sono andati persi tra il 1979 ed il 2001), e nel 2003 buona parte di questi era inefficiente a causa di mancanza di parti di ricambio. Dal 2007 furono consegnati 13 F-5E e 2 F-5F ex giordani, ammodernati tra il 2009 ed il 2012, di cui 3 F-5E sono andati persi in incidenti. All'aprile 2022 risultano in servizio 17 F-5E e 4 F-5F.
 Libia
- Al-Quwwat al-Jawwiyya al-Libiyya

Nel 1975 il paese africano ha ceduto diversi Freedom Fighter alla Turchia. I restanti sono stati tutti radiati.
 Malaysia
- Tentera Udara Diraja Malaysia
  - 12 Skadron (Butterworth)

14 F-5E e 2 F-5B ordinati nel 1975, successivamente integrati da ulteriori 3 F-5E per sostituire aerei ritirati per logoramento. Nel 1982 furono ricevuti 4 F-5F da conversione operativa, con i due F-5B che furono trasferiti alla Reale Aeronautica Thailandese. 2 RF-5E Tigereye da ricognizione acquistati nel 1983. Tutti gli esemplari superstiti furono ritirati dal servizio nel 2015.
 Marocco
- Forces royales air
  - Escadron de Chasse "Chahine" (Bassatine)
  - Escadron de Chasse "Borak" (Bassatine)

Acquistati dal 1981, dei 36 risultanti in organico, solo 25 (22 F-5E e 4 F-5F aggiornati allo standard Tiger III tra il 2001 ed il 2004) sono in servizio operativo a fine 2019.
 Messico
- Fuerza Aérea Mexicana
  - Escuadrón Aéreo 401 (Santa Lucia)

10 F-5E e 2 F-5F presi in carico dal 1982.
 Norvegia
- Kongelige Norske Luftforsvaret

78 F-5A, 16 RF-5A e 14 F-5B, ordinati il 28 febbraio 1964 ed entrati in servizio a partire dal giugno del 1965.
 Pakistan
- Pakistani Fida'iyye

Sembra che il Pakistan si sia procurato non ufficialmente degli F-5 dalla Libia per usarli in combattimento contro l'India nel 1971. Attualmente nessun esemplare risulta in servizio.
 Paesi Bassi
- Koninklijke Luchtmacht

75 NF-5A e 30 NF-5B di costruzione Canadair furono ordinati il 30 gennaio 1967, con i primi NF-5 (gli NF-5B) consegnati tra il 7 ottobre 1969 e il 10 marzo 1972. Gli ultimi NF-5 furono ritirati dal servizio il 1 maggio 1991. 1 NF-5A e 6 NF-5B furono ceduti alla Fuerza Aérea Venezolana nel 1990 e consegnati a partire dal 1993. 60 aerei (alcuni non volanti) furono ceduti alla Turchia, e 11 alla Grecia.
 Singapore
- Angkatan Udara Republik Singapura

18 F-5E e 3 F-5F ordinati nel 1979. Ulteriori 6 F-5E e 3 F-5F consegnati tra il 1981 e il 1983. Nel 1986, con la formazione di un nuovo Squadron, furono acquistati altri 6 F-5E per equipaggiarlo. Successivamente, nel dicembre 1987, furono consegnati altri 3 biposto F-5F. Gli ultimi esemplari ordinati furono un lotto di 5 F-5E consegnati tra il gennaio e l'agosto del 1989. 8 degli F-5E monoposto furono convertiti allo in RF-5E dalla Singapore Aerospace (con l'assistenza della Northrop a partire dal 1990. Nel 1994 furono acquistati 7 F-5E di seconda mano dalla Royal Jordanian Air Force. Dal 1991 tutti gli F-5E/F IN servizio furono aggiornati dalla israeliana Elbit allo standard F-5S/T che includeva modifiche ai comandi, all'avionica ed agli armamenti. Gli ultimi F-5S/T sono stati ritirati dal servizio alla fine del 2015.
 Spagna
- Ejército del Aire
  - Escuadron 231 (Talavera la Real)
  - Escuadron 233 (Talavera la Real)

18 caccia SF-5A, 18 ricognitori SRF-5A e 34 biposto da conversione operativa SF-5B ordinati il 12 novembre 1965 con consegne iniziate dal 19 giugno 1969. Nel 1991 CASA e la canadese Bristol Aerospace avviarono un programma per l'aggiornamento strutturale e avionico per 23 aerei da impiegare per l'addestramento avanzato. Un secondo aggiornamento per portare gli aerei allo standard SF-5M fu attuato nel 2000.
 Stati Uniti
- United States Air Force
  - Tutti radiati.
- United States Marine Corps Aviation

12 F-5E ex svizzeri in servizio al settembre 2021, migliorati alla versione F-5N ed utilizzati come aggressors. Ulteriori 18 F-5E e 4 F-5F ex svizzeri acquistati, consegnati a partire dal 16 marzo 2024 e che saranno aggiornati e ridesignati F-5E+ ed F-5F+.
- - VMFT-401 "Snipers" (Yuma - AZ)
- United States Navy

31 tra F-5N e F-5F in servizio al settembre 2021.
- - VFC-13 "Saints" (Fallon - NV)
  - VFC-111 "Sun Downers" (US Navy Reserve) (Key West - FL)

 Sudan
- Al-Quwwat al-Jawwiyya al-Sudaniyya
  - 2ª Scuola di Volo (Port Sudan)

8 tra F-5E e F-5F in servizio al luglio 2019.
 Svizzera
- Forze aeree svizzere
  - Patrouille Suisse (Emmen)
  - Fliegerstaffel 6 (Payerne)
  - Ausbildungsstaffel 16 (Payerne)
  - Fliegerstaffel 19 (Payerne e Emmen)

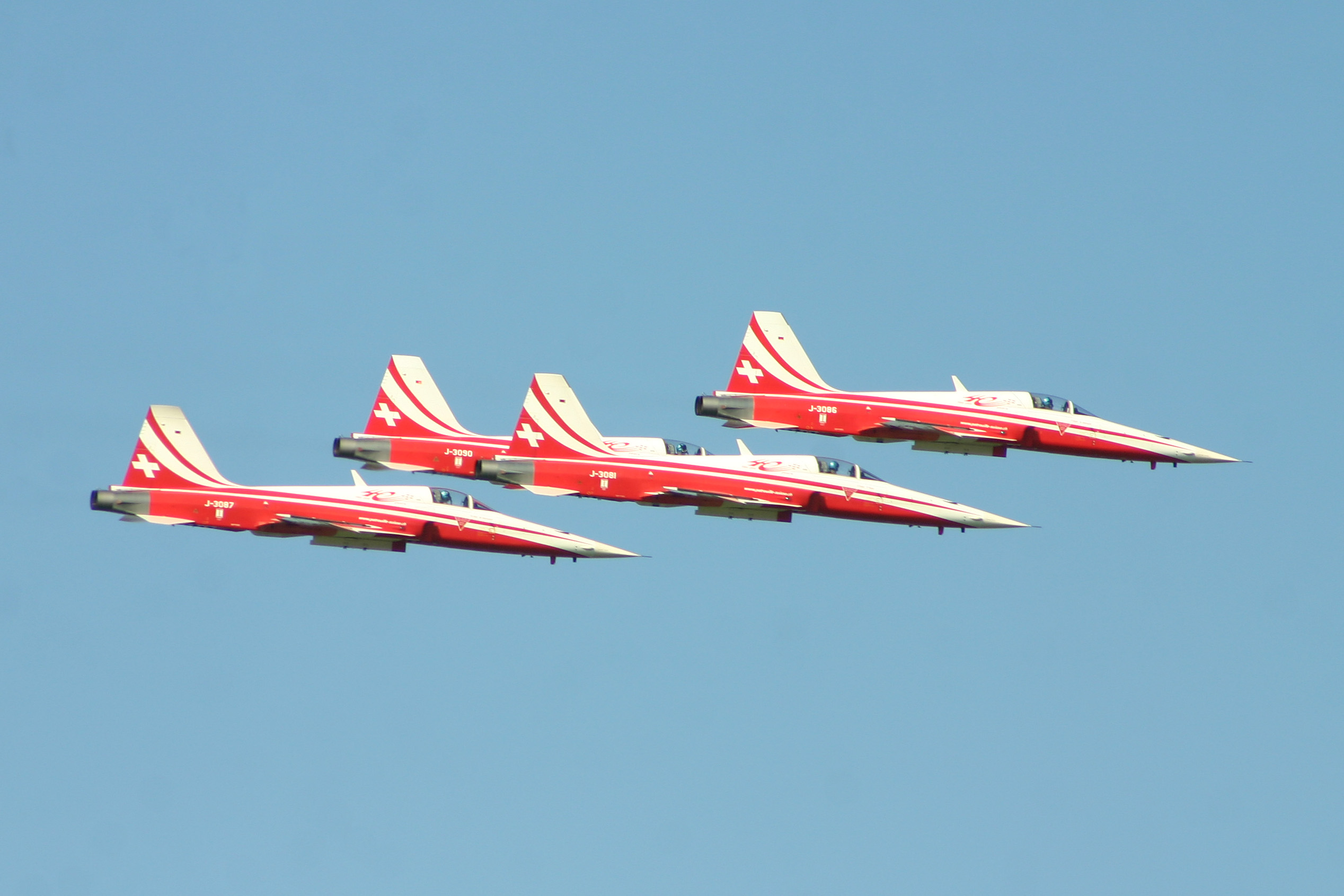
Gli F-5 della Patrouille Suisse.

Il 27 agosto 1975 furono ordinati 66 F-5E e 6 F-5F con il programma Peace Alps I, e consegnati tra il 1978 e il 1981. Seguiti il 4 giugno 1981 da 32 F-5E e 6 F-5F ordinati con il programma Peace Alps II. La Svizzera ha venduto 66 F-5 all'US Navy, che li usa come "aggressors" e li ha denominati F-5N. La Patrouille Suisse utilizza sei F-5E. 25 F-5E e 5 F-5F risultano operativi al febbraio 2022. Dal 9 luglio 2004 al 31 ottobre 2008, 12 F-5E furono noleggiati all'Aeronautica austriaca.
 Taiwan
- Chung-Hua Min-Kuo K'ung-Chün
  - Centro Addestramento Tattico e Sviluppo (Jhinhang)
  - 12º Gruppo Ricognitori (Hualien)
  - 44º Gruppo Caccia (Jhinhang)
  - 45º Gruppo Caccia (Jhinhang)
  - 46º Gruppo Caccia (Jhinhang)

95 F-5A e 11 F-5B consegnati a partire dal 1965, con ulteriori 12 F-5B forniti dagli Stati Uniti nel 1972. L'ultimo caccia F-5A fu dismesso il 30 giugno 1987, mentre i rimanenti F-5B furono dismessi il 30 giugno 1996. Inoltre a partire dal 1974, furono consegnati 242 F-5E e 66 F-5F, costruiti su licenza dall'azienda nazionale AIDC. 7 degli F-5E furono trasformati in ricognitori fotografici RF-5E Tigergazer dalla Singapore Technologies Aerospace e riconsegnati nel 1997. 28 F-5E consegnati direttamente dagli Stati Uniti a partire dal maggio del 1975. A maggio 2019 gli Stati Uniti emisero una richiesta di informazioni (RFI) per la ripresa della costruzione di ricambi nuovi per sostenere la flotta della RoCAF. Gli ultimi dieci aerei in servizio (cinque F-5F e 5 RF-5E) sono stati ritirati, con una cerimonia tenutasi il 4 luglio 2025, dopo 60 anni di servizio.
 Thailandia
- Kongthap Akat Thai
  - 211º Gruppo (Ubon Ratchathani)

44 F-5E e 6 F-5F ricevuti intorno al 1980. 15 esemplari (12 monoposto e 3 biposto), a partire dal 2003, furono sottoposti ad un programma di aggiornamento da parte della israeliana Elbit. Successivamente, a partire dal 2010, tutti gli aerei furono sottoposti ad un nuovo aggiornamento e ridesignati F-5TH Super Tigris i monoposto, mentre F-5THT i biposto, con uno dei biposto perso in un incidente il 3 dicembre 2021. Tutti i 14 aerei aggiornati sono stati riconsegnati tra il novembre 2019 ed il febbraio 2023.
 Tunisia
- Al-Quwwat al-Jawwiyya al-Jamahiriyya al-Tunisiyya
  - 15º Gruppo (Biserta/Sidi Ahmed)

Nel 1981 la Tunisia ordinò 8 F-5E e 4 F-5F, con consegne avvenute nel 1984-85. Ulteriori 4 F-5E ex USAF furono consegnati nel 1989. Dei 15 esemplari (12 F-5E e 3 F-5F) in servizio a tutto il 2017, un monoposto è andato perso il 17 ottobre 2018, portando a 15 il numero degli aerei in organico.
 Turchia
- Türk Hava Kuvvetleri
  - 134 (Akrotim) Filo "Türk Yildizlar" (134º Gruppo (Acrobatico) "Stelle Turche"). A fine 2019 risultano in servizio 23 NF-5A/B.

 Venezuela
- Aviación Militar Venezolana

16 CF-5A e 2 CF-5D ex Royal Canadian Air Force ordinati nel 1972 e consegnati tra l'11 febbraio e l'11 giugno dello stesso anno. Ulteriori 2 CF-5D di nuova costruzione furono consegnati il 27 gennaio 1974. Ulteriori 6 NF-5B e 1 NF-5A ex Koninklijke Luchtmacht furono acquistati nel 1990 e consegnati a partire dal 1993. Tutti gli esemplari superstiti non erano più in servizio nel 2015.
 Vietnam del Sud
- Khong Quan Viet Nam

Esemplari di preda bellica sud-vietnamita. Tutti radiati.
 Yemen
- Al-Quwwat al-Jawwiyya al-Yamaniyya
  - 121º Gruppo (Sanaa)

11 F-5E e 2 F-5B in servizio a fine 2019.

## Cultura di massa
I caccia "MiG-28" che appaiono nel celebre film Top Gun sono in realtà degli F-5F riverniciati. Nella realtà non è mai esistito un aereo sovietico denominato MiG-28 e tutti i caccia MiG hanno avuto numerazione dispari. Alcuni dei caccia usati nel film non furono riportati alla loro livrea originaria e vennero rimessi in servizio con la colorazione nera dei "MiG-28" nelle pattuglie Aggressor.

### Velivoli comparabili
- Mikoyan-Gurevich MiG-21
- Dassault Super Étendard